# Pantano (Sant'Angelo Romano)
Pantano ("Pontànu" in dialetto santangelese) è una frazione del comune di Sant'Angelo Romano, della Città metropolitana di Roma Capitale.

## Dati principali
Si trova ad un'altitudine di circa 120 metri sul livello del mare ed è popolata da poco più di 100 abitanti. La frazione confina ad ovest con il comune di Mentana e a nord con la frazione Selva del comune di Sant'Angelo Romano..